# Karma Ben Johanan

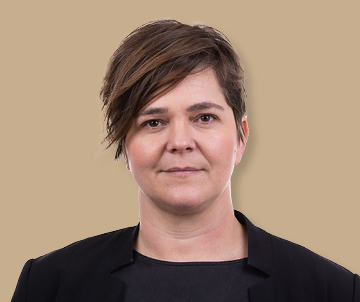
Karma Ben Johanan

Karma Ben Johanan ist eine israelische Historikerin.

## Leben
Sie studierte Geschichte an der Universität Tel Aviv. Sie hat den Lehrstuhl für jüdisch-christliche Beziehungen an der Theologischen Fakultät der HU Berlin inne.
Ihre Forschung konzentriert sich auf institutionalisierte Religionen im späten 20. und frühen 21. Jahrhundert, jüdisch-christliche Polemik und Dialog, Säkularisierung und politische Theologie. Sie interessiert sich besonders für konservatives religiöses Denken und für die Art und Weise, wie Traditionen in zeitgenössischen intellektuellen und kulturellen Kontexten ausgehandelt werden.
Für 2023 wurde Ben Johanan der Dan-David-Preis zugesprochen.